# François Surmont de Volsberghe

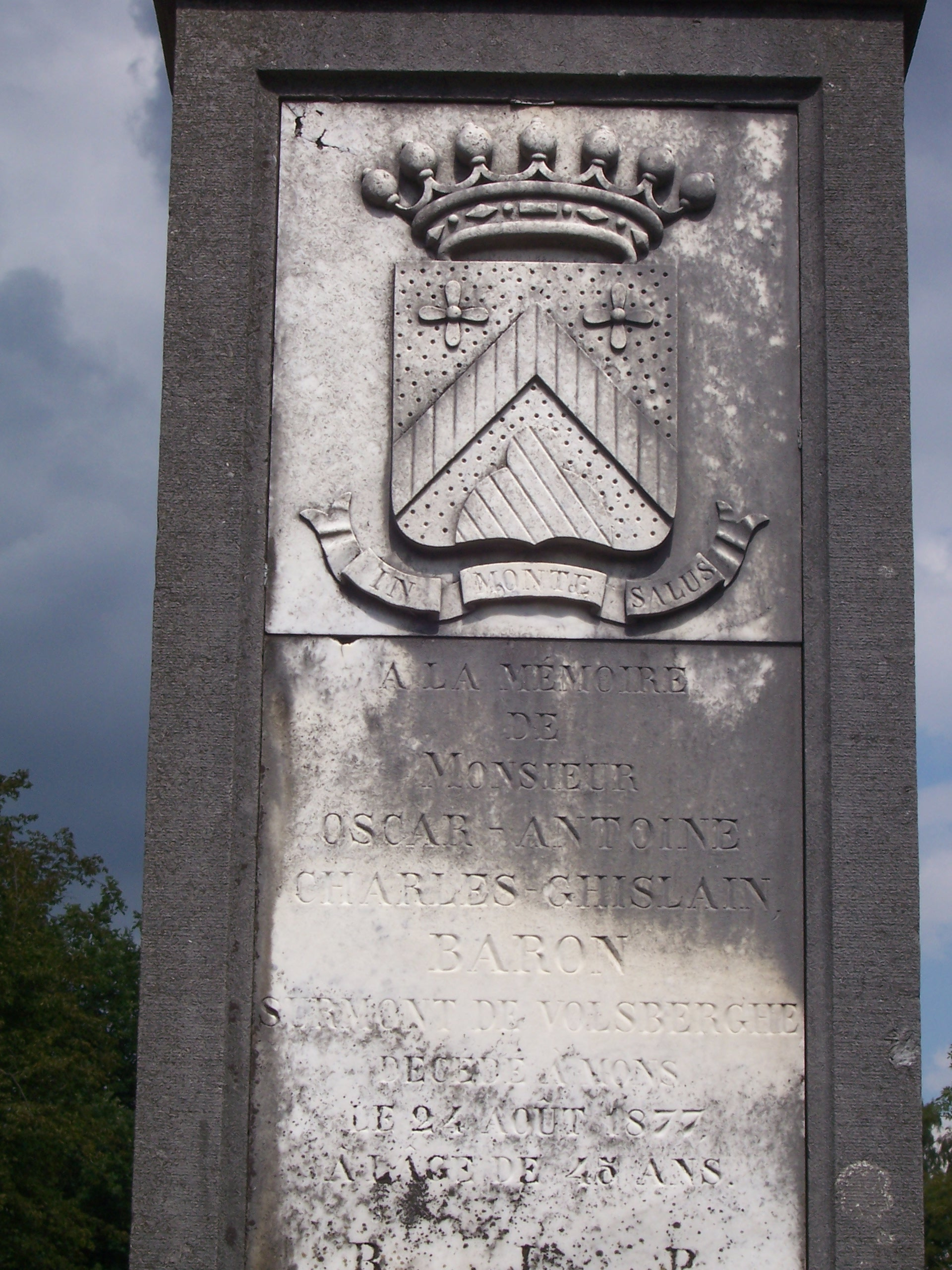
Wapen familie Surmon de Volsberghe

François Pierre Guillaume Aloïs Surmont (Kortrijk, 30 oktober 1772 - Gent, 1 juni 1830) was een Zuid-Nederlands edelman.

## Levensloop
François Surmont was een zoon van Pierre-Jean Surmont, heer van Volsberghe en van Marie-Anne Boghe. 
In de Franse tijd was hij lid van de algemene raad van het Scheldedepartement en voorzitter van de gemeenteraad van Gent. Onder het Verenigd Koninkrijk der Nederlanden werd hij lid van de Tweede Kamer der Staten-Generaal.
In 1818, onder het Verenigd Koninkrijk der Nederlanden, werd hij erkend in de erfelijke adel en benoemd in de Ridderschap van de provincie Oost-Vlaanderen.
Hij was in 1794 getrouwd met Colette de Potter (1773-1830). Ze kregen een dochter en drie zoons:

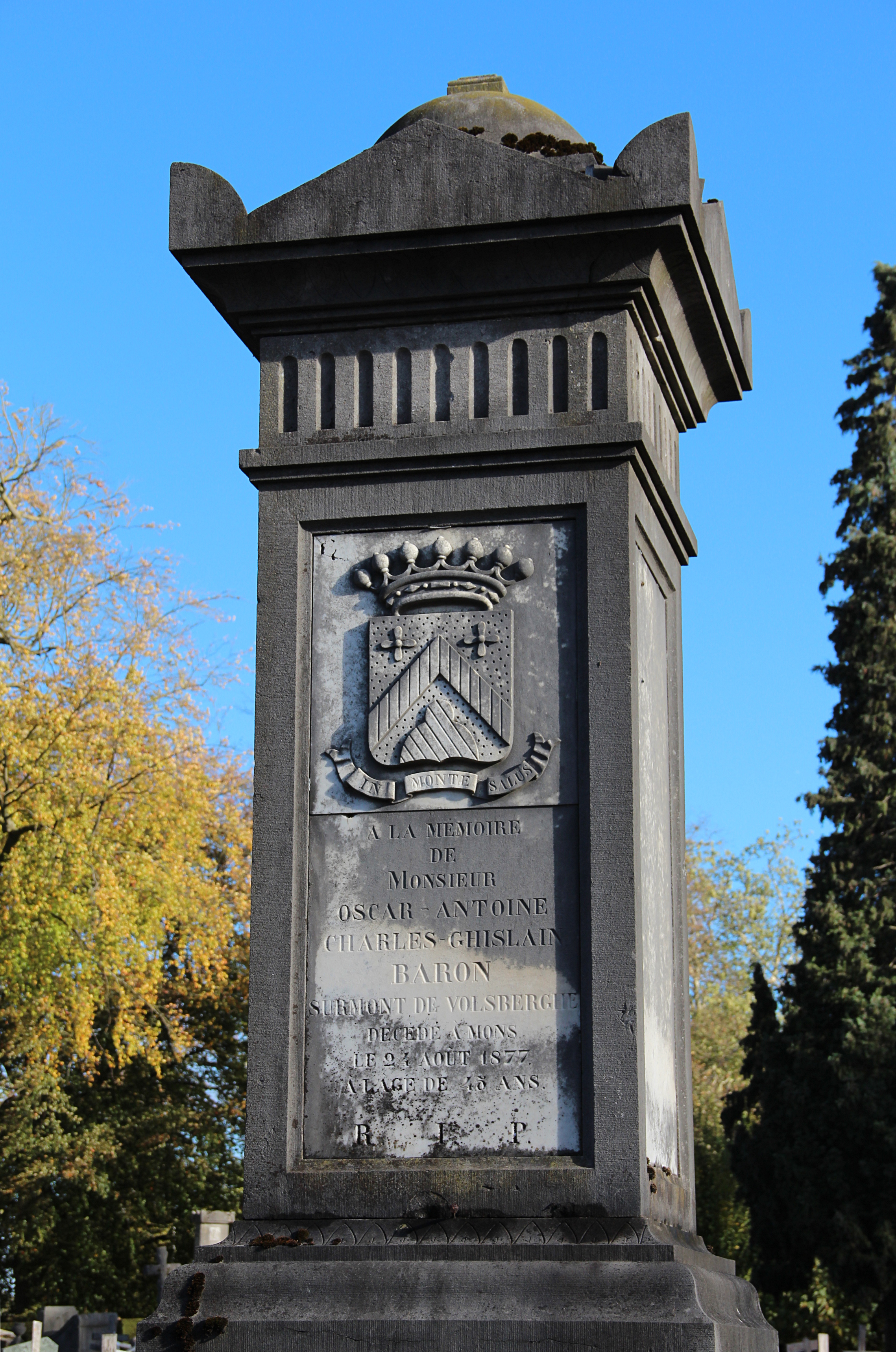
Grafmonument van Oscar Surmont de Volsberghe

- Charles Surmont de Volsberghe (1798-1840) was lid van het Nationaal Congres en kreeg de titel baron, overdraagbaar bij eerstgeboorte, in 1839. Hij trouwde in 1824 met Thérèse Rodriguez d'Evora y Vega (1801-1830). Hun enige zoon, Alfred Surmont (1827-1837), stierf in zijn kinderjaren. Hun dochter, Marie Surmont (1829-1902), trouwde met Polydore Piers (1830-1872), burgemeester van Olsene.
- Paul Surmont de Volsberghe (1802-1850), werd kunstschilder. Hij kreeg de titel baron, overdraagbaar bij eerstgeboorte, in 1839. Hij trouwde in 1831 met Albine Tahon de la Motte (1807-1887). Ze kregen een zoon, Oscar-Antoine Surmont de Volsberghe (1832-1877), die ongehuwd bleef.
- Henri Surmont de Volsberghe (1812-1887) verkreeg de titel baron, overdraagbaar bij eerstgeboorte, in 1843. Hij trouwde met Octavie de Ghellinck (1817-1901).
  - Arthur Surmont de Volsberghe (1837-1906), senator, minister en burgemeester, trouwde met Marie de Gheus (1842-1896). Ze hadden twee zoons en vier dochters, maar geen verdere mannelijke afstammelingen meer.
  - Olga Surmont de Volsberghe (1839-1935) trouwde met baron en volksvertegenwoordiger Abel de Kerchove d'Exaerde (1839-1914).

De familie Surmont de Volsberghe is uitgestorven bij de dood van Arthur Surmont in 1906 en met als laatste naamdraagster Jeanne Surmont de Volsberghe in 1961.